# Pan bon
El bon (del inglés bun), también llamado pambón o pan negro, es un pan tradicional del Caribe afroanglosajón, típico de la costa caribeña de Panamá, Nicaragua, Costa Rica y el archipiélago colombiano de San Andrés y Providencia. Es un pan oscuro especiado, derivado del pan de jengibre de origen inglés bun. Cabe resaltar que es incorrecto llamarlo «pan bon», se llama simplemente «bon».[cita requerida]
La influencia de la cocina inglesa también ha llevado esta receta a distintas regiones alrededor del mundo, como China (con el baozi), Irlanda y Estados Unidos.

## Historia

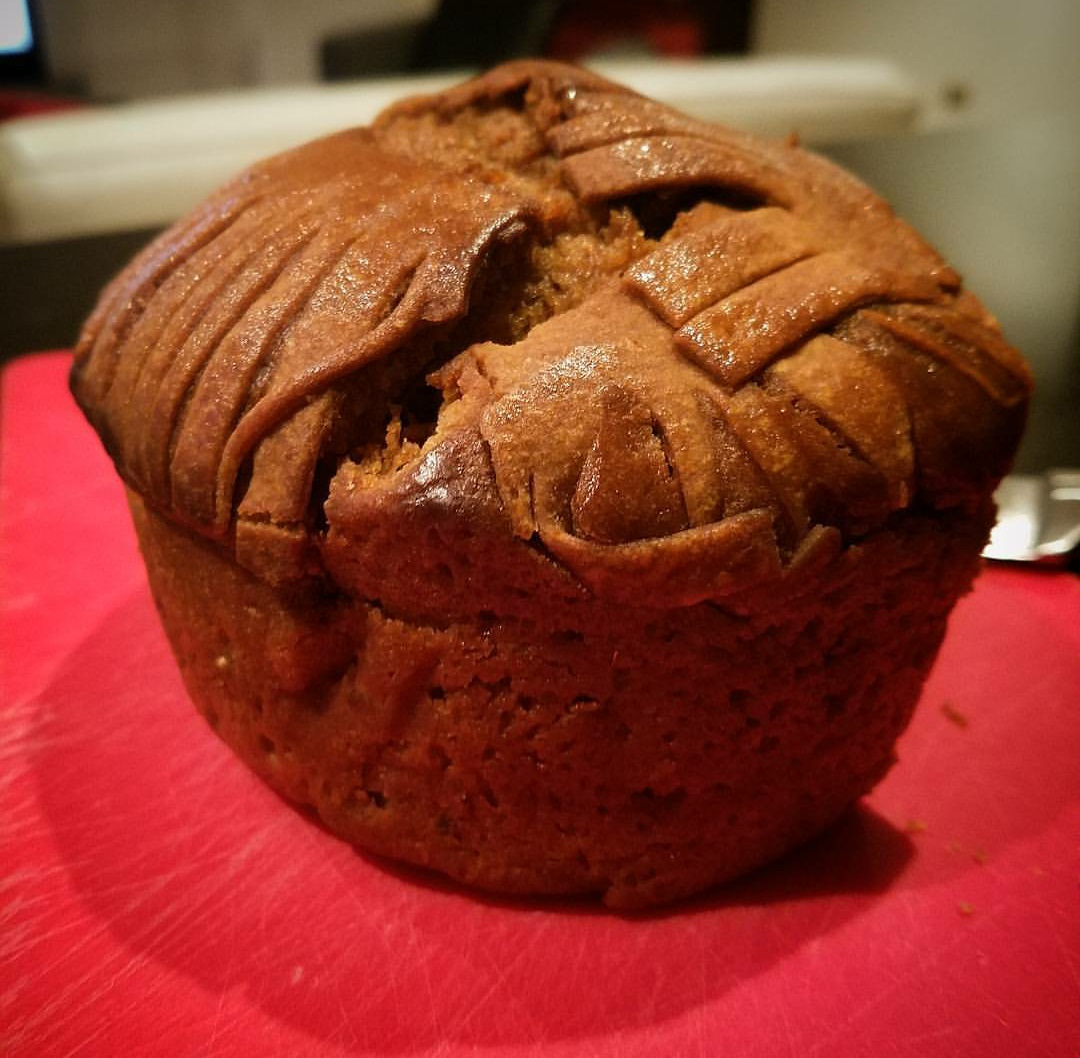
Bon, pan dulce del área caribeña en el que convergen diversas influencias culturales.

El bon deriva del bun, un tipo de bollo inglés caracterizado por su color oscuro, debido a la adición de jengibre. El origen de este pan se puede rastrear hasta la Edad Media. Durante la época isabelina, se cocinaban buns elaborados con especias y huevos, a los cuales, durante la Cuaresma, se les agregaban pasas y corintas. Luego de la Reforma Luterana, se solía consumir este pan el Viernes Santo, con la costumbre de marcarlo con una cruz antes de introducirlo al horno, como una forma de alejar a los malos espíritus.[cita requerida] En el siglo XVII, se volvió popular como desayuno.
La receta del pan de jengibre inglés fue aprendida por los esclavos africanos cuando estos fueron traídos por los británicos a las Antillas. En las islas caribeñas, el jengibre fue sustituido por melaza de caña de azúcar, debido a la abundancia de plantaciones azucareras. Esta melaza es la que le da el color oscuro.
El bon limonense parece haber derivado de una combinación del bun y el pan de jengibre. La receta llegó a Limón (Costa Rica) con el arribo de inmigrantes jamaiquinos en 1872 para trabajar en la construcción del ferrocarril al Atlántico. A principios del siglo XX, ya era popular en Limón y se vendía ocasionalmente en San José con el nombre de «pan chumeca» (deformación de la palabra Jamaica). En la actualidad, se vende en Limón y en distintos restaurantes de comida caribeña en todo el país.
En las colonias británicas en Centroamérica, como fueron Honduras Británicas y Belice, igualmente se da su consumo diario, ya que es parte de la dieta habitual y, de la parte fronteriza de Belice con México, saltó a este último país, donde en Chetumal, Quintana Roo está popularizado su consumo. Las panaderías locales de Chetumal venden a diario una cantidad considerable en dos formas: el clásico bollo de 25 cm de base y unos 10 cm de altura, y en forma de hogaza clásica de pan de caja. Algunas panaderías al día de hoy importan bon de Belice de lugares como Orange Walk, Consejo, Blue Creek, Corozal y Carmelita.
El bon no se conoce más allá de Chetumal, es decir, no se conoce en localidades como Mérida y Cancún.[cita requerida] El consumo y la venta están muy ligados a grupos cristianos evangélicos que tienen paso usual entre México y Belice.[cita requerida]